# Stazione di Fabrica di Roma (RFI)
La stazione di Fabrica di Roma è una stazione ferroviaria senza traffico posta sulla ferrovia Civitavecchia-Orte, temporaneamente sospesa all'esercizio dal 1994. Serviva il comune omonimo della provincia di Viterbo.

## Storia
Poco prima della chiusura in quel tratto di linea si stavano effettuando lavori di ammodernamento per la trasformazione in DCO con CTC. Erano stati automatizzati tutti i passaggi a livello e al posto dei vecchi segnali ad ala erano stati installati nuovi segnali luminosi a vele tonde e quadra.
La stazione al 2002 risultava impresenziata insieme ad altri impianti sulla linea.

## Strutture e impianti
La stazione è composta da un fabbricato viaggiatori e da uno scalo merci. Questo era costituito da due tronchini di raccordo, da un piano caricatore, da un magazzino e da una stadera a ponte. Accanto a destra dell'edificio di stazione trovava posto il fabbricato per i servizi igienici mentre a sinistra dello stesso vi è una torre dell'acqua, usata ai tempi del vapore, collegata alla colonna idraulica posta in mezzo ai binari.
Dai binari tronchi 3 e 4 della stazione si dirama anche un raccordo ferroviario che porta alla stazione ASTRAL di Fabrica di Roma collocata sulla ferrovia Roma-Civita Castellana-Viterbo, utilizzato per il trasporto materiali e mezzi. Grazie a questo raccordo elettrificato la stazione è spesso utilizzata come deposito per lo stazionamento dei rotabili della Roma-Civita Castellana-Viterbo.

## Movimento
La stazione era interessata, oltre al traffico della Civitavecchia-Orte, anche dal traffico generato dalla ferrovia dell'ATAC e dall'adiacente stazione ferroviaria omonima. Dopo la chiusura venne utilizzata solamente come deposito per l'accantonamento di materiale rotabile.

## Servizi
La stazione disponeva di:
- Biglietteria a sportello
- Sala d'attesa
- Servizi igienici

## Interscambi
- Stazione ferroviaria (Fabrica di Roma (ASTRAL))